# George Gordon (3e comte d'Aberdeen)
Pour les articles homonymes, voir George Gordon.
George Gordon, 3e comte d'Aberdeen (19 juin 1722 - 13 août 1801), appelé Lord Haddo jusqu'en 1745, est un pair écossais. Il siège à la Chambre des lords en tant que représentant écossais de 1747 à 1761 et de 1774 à 1790. Il est contre le Bill Regency de William Pitt le Jeune.

## Famille
Il est le fils de William Gordon (2e comte d'Aberdeen), et de sa deuxième épouse, Susan, fille de John Murray (1er duc d'Atholl).
Il épouse Catherine Elizabeth Hanson (ca 1730 - mars 1817, Rudding Park House), fille d'Oswald Hanson, en 1759 ; ils ont six enfants. Selon des sources récentes, elle est la cuisinière du Stafford Arms à Wakefield et une belle femme de 29 ans. Elle aurait apparemment fait du chantage au mariage avec un pistolet chargé après avoir été séduite.
- Catherine Gordon (décédée le 30 septembre 1784)[3]
- Anne Gordon, qui épouse Edward Place le 5 juillet 1787, prenant son nom de famille [3]
- Susan Gordon (décédée le 26 juillet 1795)
- Mary Gordon (décédée en août 1852)
- George Gordon (Lord Haddo) (28 janvier 1764 - 2 octobre 1791, mort d'une chute de cheval à Gight Castle), père du premier ministre George Hamilton-Gordon, 4e comte d'Aberdeen, de deux autres fils et de trois filles.
- William Gordon (v. 1765 - 19 mars 1845)[1]: Construit la maison du parc Rudding 1805-1824.

Lord Aberdeen, surnommé le "Comte méchant" pour son exploitation de ses terres par des baux de 19 ans, ainsi que pour sa vie privée, a également des enfants d'au moins trois maîtresses.
- (de sa gouvernante londonienne, Mme Forest) John Gordon, né à Cairnbulg Castle, près de Fraserburgh
- (d'une inconnue) Charles Gordon, né à Wiscombe Park, dans le Devon
- (de Penelope Dering, une dame de Sussex) un fils (Alexander Gordon) et une fille, nés à Ellon Castle.

Lord Aberdeen est décédé en août 1801, à l'âge de 79 ans. La comtesse d'Aberdeen meurt à Rudding Park en mars 1817.